# Liste von Persönlichkeiten der Stadt Saskatoon
Diese Liste zählt Personen auf, die in der kanadischen Stadt Saskatoon geboren wurden sowie solche, die in Saskatoon gewirkt haben, dabei jedoch andernorts geboren wurden. Die Liste erhebt keinen Anspruch auf Vollständigkeit.

## Söhne und Töchter der Stadt

### 1891–1940

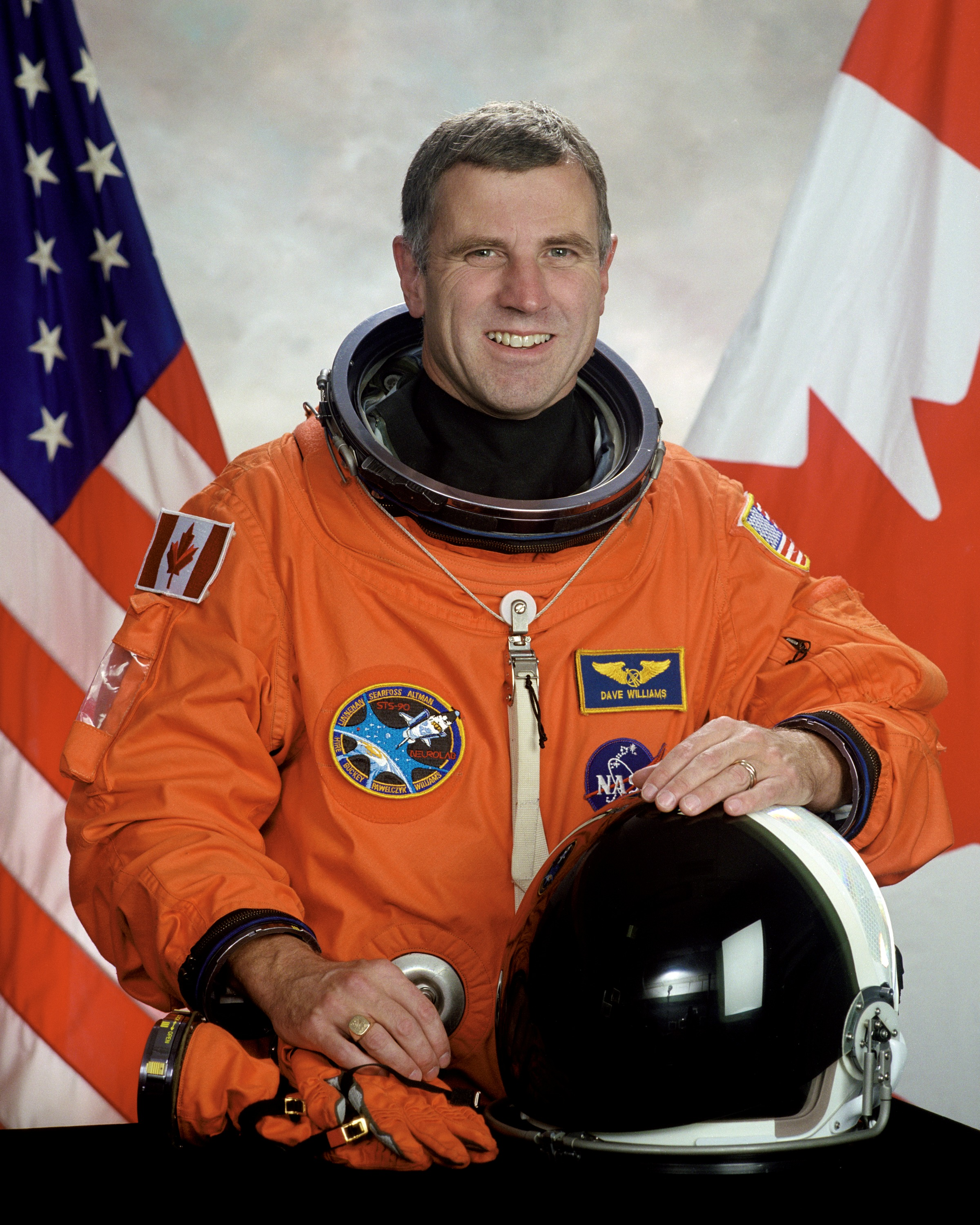
Dafydd Rhys Williams
(* 1954)

- Joe Rooney (1898–1979), American-Football-Spieler
- Ern Baxter (1914–1993), Geistlicher der Pfingstbewegung
- Stu Hart (1915–2003), Wrestler
- Ray Norris (1916–1958), Jazz- und Unterhaltungsmusiker
- Allen Heath (1918–1981), Autorennfahrer
- Chuck Rayner (1920–2002), Eishockeyspieler
- Keith Allen (1923–2014), Eishockeyspieler
- Leo Driedger (1928–2020), Soziologe
- C. Donald Bateman (1932–2023), Ingenieur
- John Sands (1933–2020), Eisschnellläufer
- Ray Hnatyshyn (1934–2002), Politiker
- George Genereux (1935–1989), Sportschütze
- Bill Hay (1935–2024), Eishockeyspieler
- Burt Metcalfe (1935–2022), kanadisch-US-amerikanischer Drehbuchautor, Regisseur, Produzent und Schauspieler
- Joanna Glass (* 1936), Schriftstellerin
- Charles Mayer (1936–2025), Politiker
- Eleanor Haslam (* 1939), Sprinterin und Mittelstreckenläuferin
- Allan Moffat (* 1939), Autorennfahrer
- Roy Romanow (* 1939), Politiker
- L. R. Wright (1939–2001), Journalistin und Kriminalschriftstellerin
- Ed Van Impe (1940–2025), Eishockeyspieler

### 1941–1960

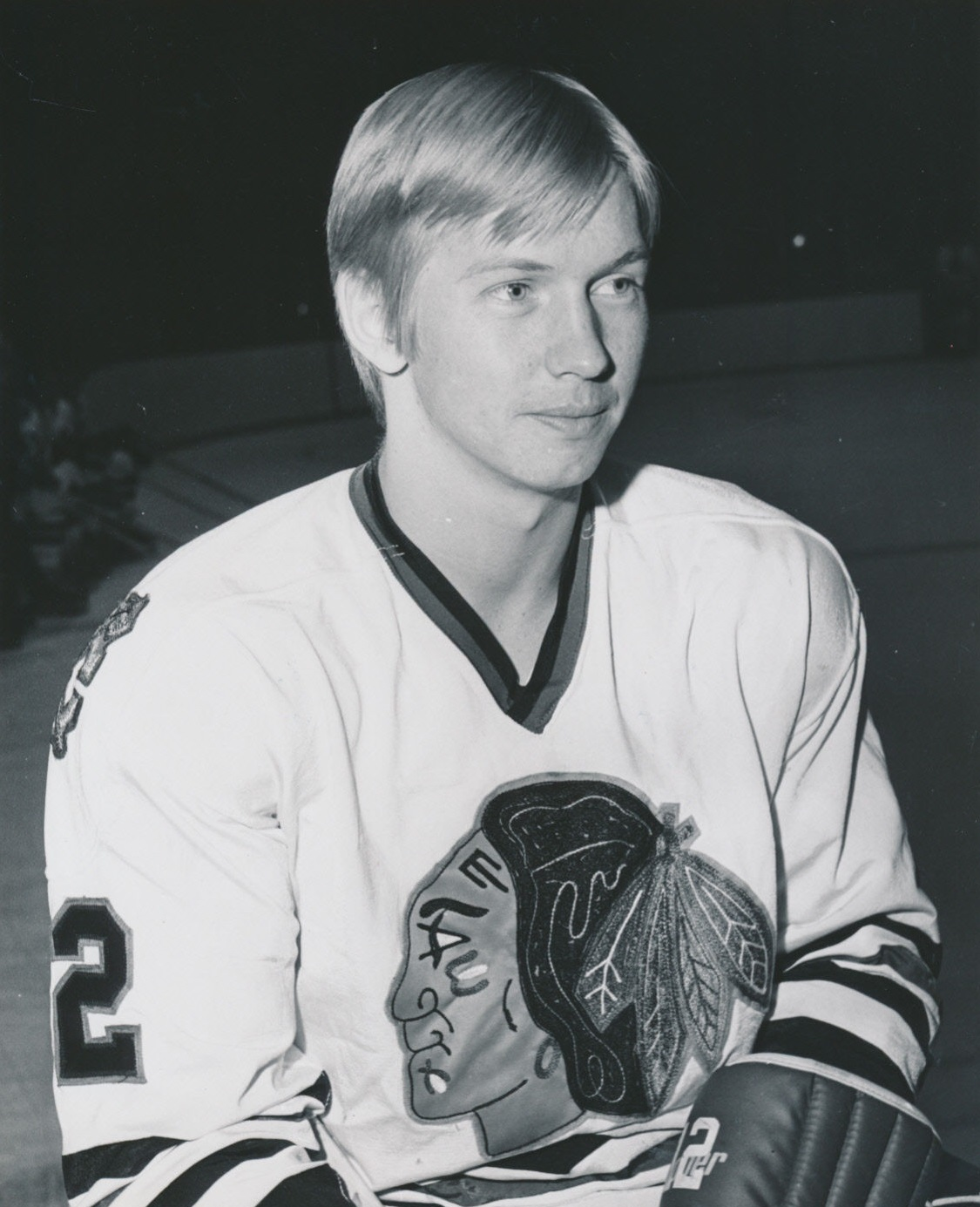
Lynn Powis
(* 1949)

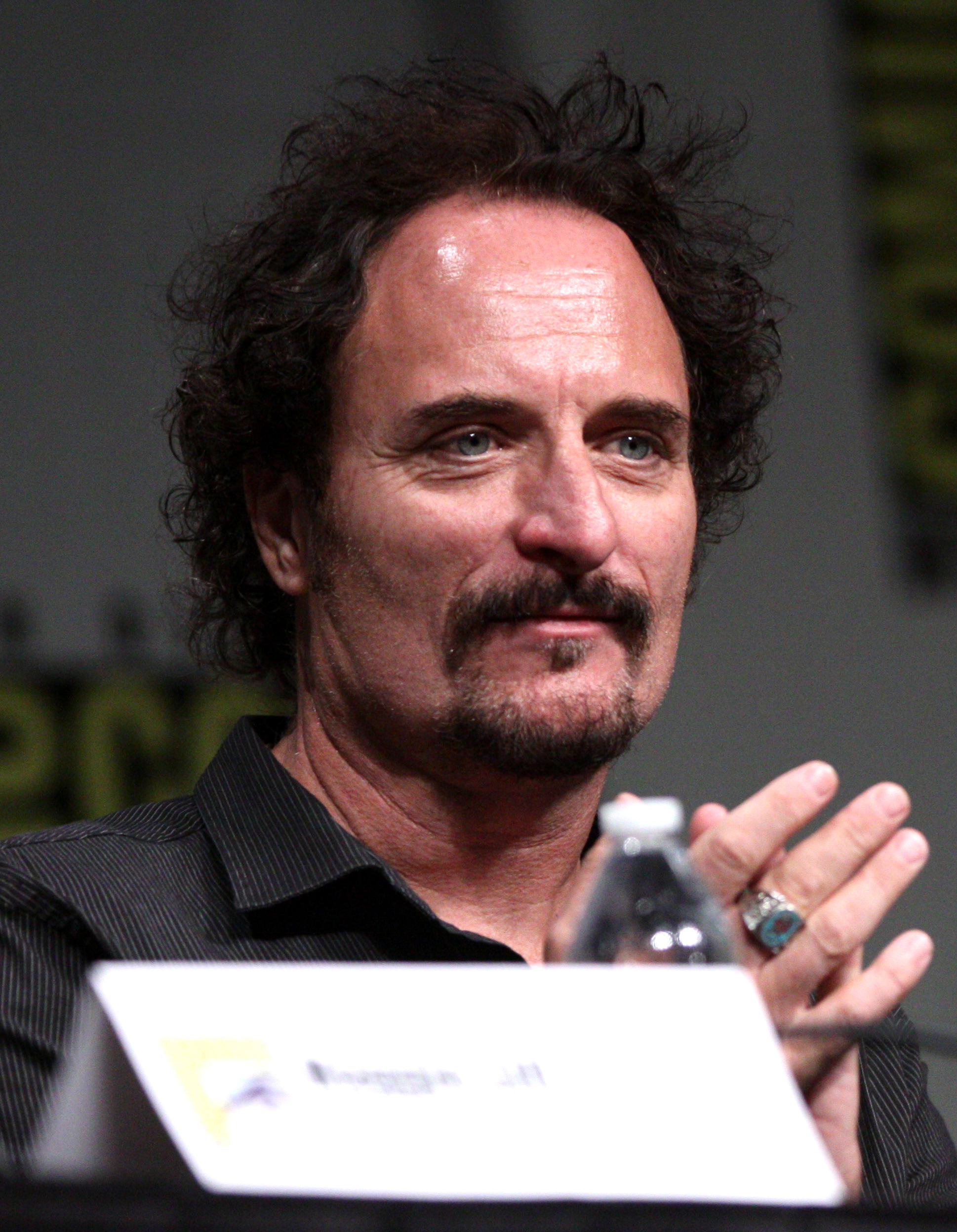
Kim Coates
(* 1958)

- Margaret Robb (* 1942), Eisschnellläuferin[1]
- Robert Hodges (1942–2021), Eisschnellläufer und Biochemiker
- Raynell Andreychuk (* 1944), Politikerin
- Bobby Schmautz (1945–2021), Eishockeyspieler
- Keith Magnuson (1947–2003), Eishockeyspieler
- Susan Jacks (1948–2022), Sängerin
- Scott Lee (* 1949), Kanute
- Lynn Powis (* 1949), Eishockeyspieler und -trainer
- Edith Wiens (* 1950), Opern-, Lied- und Konzertsängerin
- Don Kozak (* 1952), Eishockeyspieler
- George Pesut (* 1953), Eishockeyspieler
- Ron Ashton (* 1954), Eishockeyspieler
- Roddy Piper (1954–2015), Wrestler
- David Shep (* 1954), Autorennfahrer
- Dafydd Rhys Williams (* 1954), Astronaut
- Kim Clackson (* 1955), Eishockeyspieler
- Gina Smith (* 1957), Dressurreiterin[2]
- Kim Coates (* 1958), Schauspieler
- Brent Ashton (* 1960), Eishockeyspieler
- Larry Melnyk (* 1960), Eishockeyspieler
- Darren Veitch (* 1960), Eishockeyspieler und -trainer
- Terry Wheatley (* 1960), Hockeyspielerin[3]

### 1961–1970

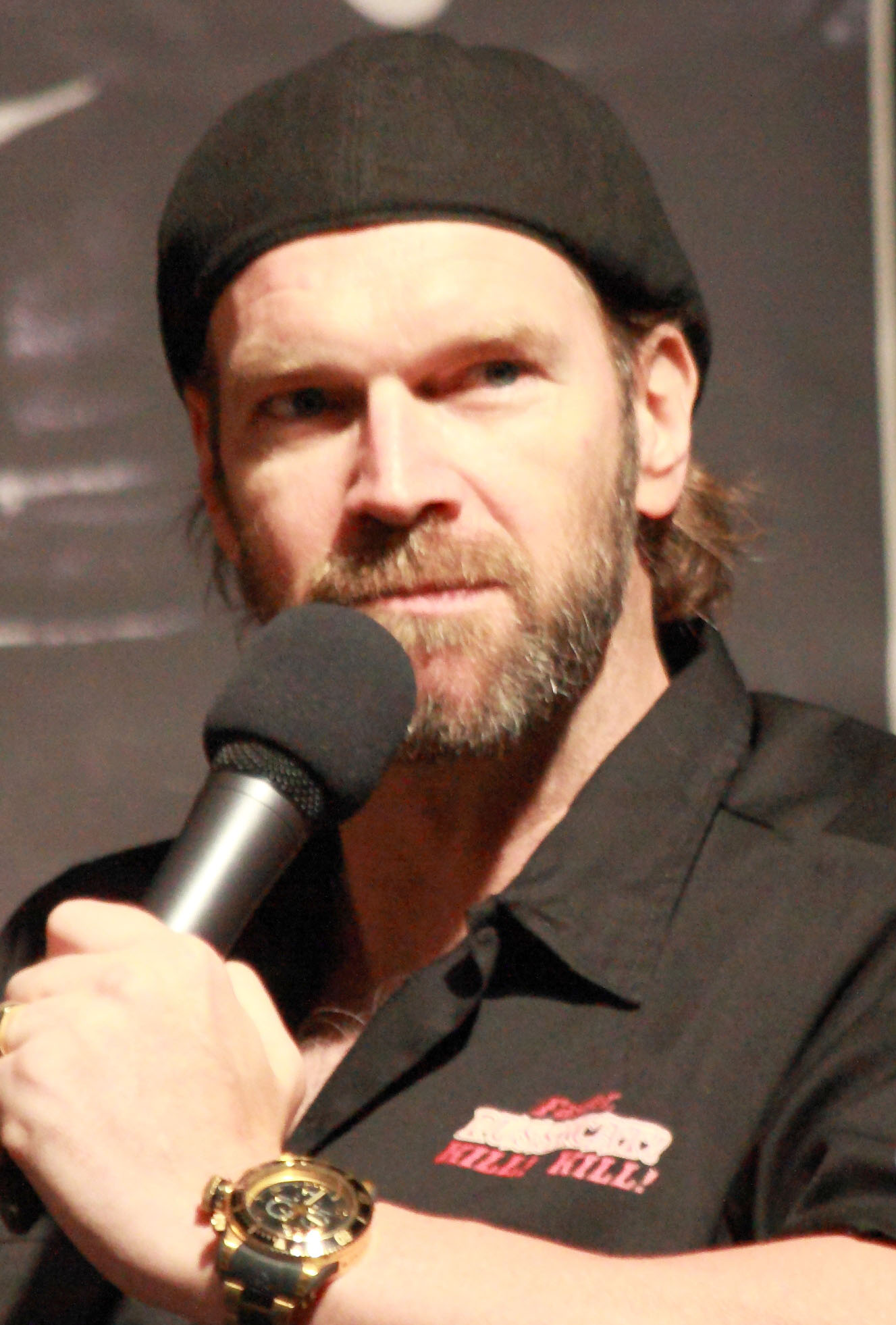
Tyler Mane
(* 1966)

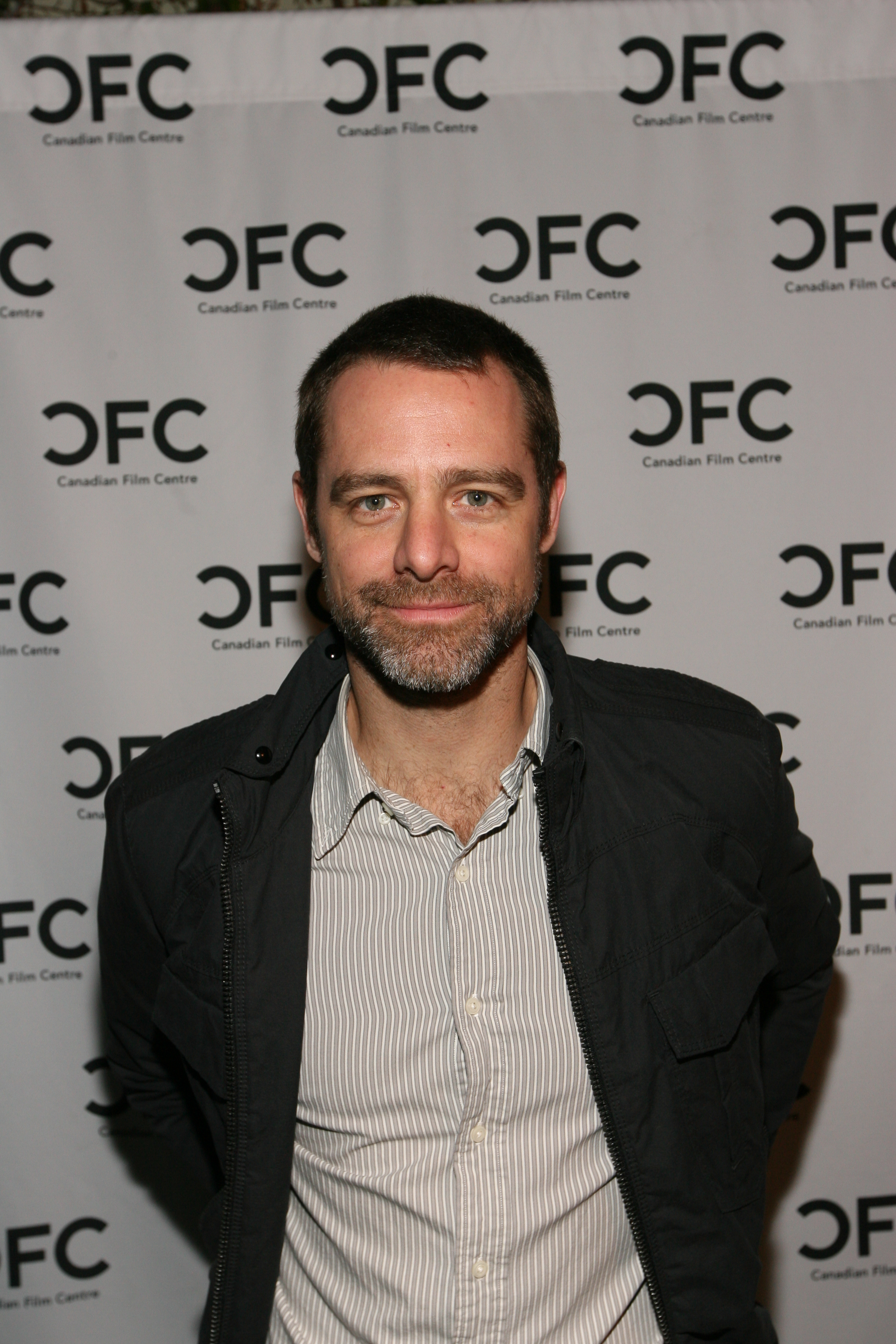
David Sutcliffe
(* 1969)

- Bryan Joseph Bayda (* 1961), ukrainisch griechisch-katholischer Bischof von Toronto
- Alison Lang (* 1961), Basketballspielerin[4]
- Dave Brown (* 1962), Eishockeyspieler
- Renée Coleman (* 1962), Schauspielerin
- Michael Eklund (* 1962), Schauspieler
- David Gibbins (* 1962), Autor, Taucher und Unterwasserarchäologe
- Moe Lemay (1962–2024), deutsch-kanadischer Eishockeyspieler
- Robert Molle (* 1962), Ringer
- Drew Remenda (* 1962), Eishockeytrainer
- Craig Archibald (* 1963), Theater- und Filmschauspieler, Filmproduzent und Schauspiellehrer
- Murray Chatlain (* 1963), römisch-katholischer Geistlicher, Erzbischof von Winnipeg
- Carey Nelson (* 1963), Leichtathletin[5]
- Gordon Goplen (* 1964), Eisschnellläufer
- Rob Hrytsak (* 1965), Eishockeyspieler
- Randy Smith (* 1965), Eishockeyspieler und -trainer
- Todd Ewen (1966–2015), Eishockeyspieler
- Tyler Mane (* 1966), Schauspieler und Wrestler
- Mick Vukota (* 1966), Eishockeyspieler
- Rachel Cusk (* 1967), englische Schriftstellerin
- Rich Pilon (* 1968), Eishockeyspieler
- Jacques Landry (* 1969), Radsportler[6]
- David Sutcliffe (* 1969), Schauspieler
- Kevin Cheveldayoff (* 1970), Eishockeyspieler, -trainer und -funktionär
- Corrina Kennedy (* 1970), Kanutin[7]
- Catriona LeMay Doan (* 1970), Eisschnellläuferin
- Tosha Tsang (* 1970), Ruderin[8]

### 1971–1980
- Scott Scissons (* 1971), Eishockeyspieler
- Dean Seymour (* 1971), Eishockeyspieler
- Cameron Baerg (* 1972), Ruderer

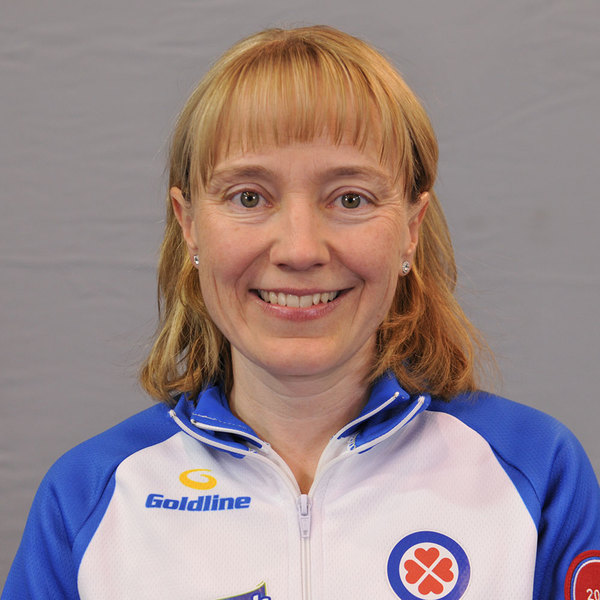
Amy Nixon
(* 1977)

- Michael Smolinski (* 1972), Ordensgeistlicher, Bischof von Saskatoon
- Darren Van Impe (* 1973), Eishockeyspieler
- Lee Henderson (* 1974), Schriftsteller und Journalist
- Debbie McCormick (* 1974), Curlerin
- Chris McAllister (* 1975), Eishockeyspieler
- Wade Belak (1976–2011), Eishockeyspieler
- Jake Wetzel (* 1976), Ruderer
- Dana Antal (* 1977), Eishockeyspielerin[9]
- Scott King (* 1977), Eishockeyspieler
- Joel Kwiatkowski (* 1977), Eishockeyspieler
- Shane Meier (* 1977), US-amerikanischer Filmschauspieler
- Amy Nixon (* 1977), Curlerin
- Amy Alsop (* 1978), Goalballspielerin
- Ryan Gaucher (* 1978), Eishockeyspieler
- Cory Sarich (* 1978), Eishockeyspieler
- Jesse Wallin (* 1978), Eishockeyspieler und -trainer
- Kevin Doell (* 1979), Eishockeyspieler
- Ryan Bayda (* 1980), Eishockeyspieler
- Dan Ellis (* 1980), Eishockeyspieler
- Regan Lauscher (* 1980), Rennrodlerin

### 1981–1990
- Jolene Campbell (* 1981), Curlerin[10]
- Kelly Parker (* 1981), Fußballspielerin

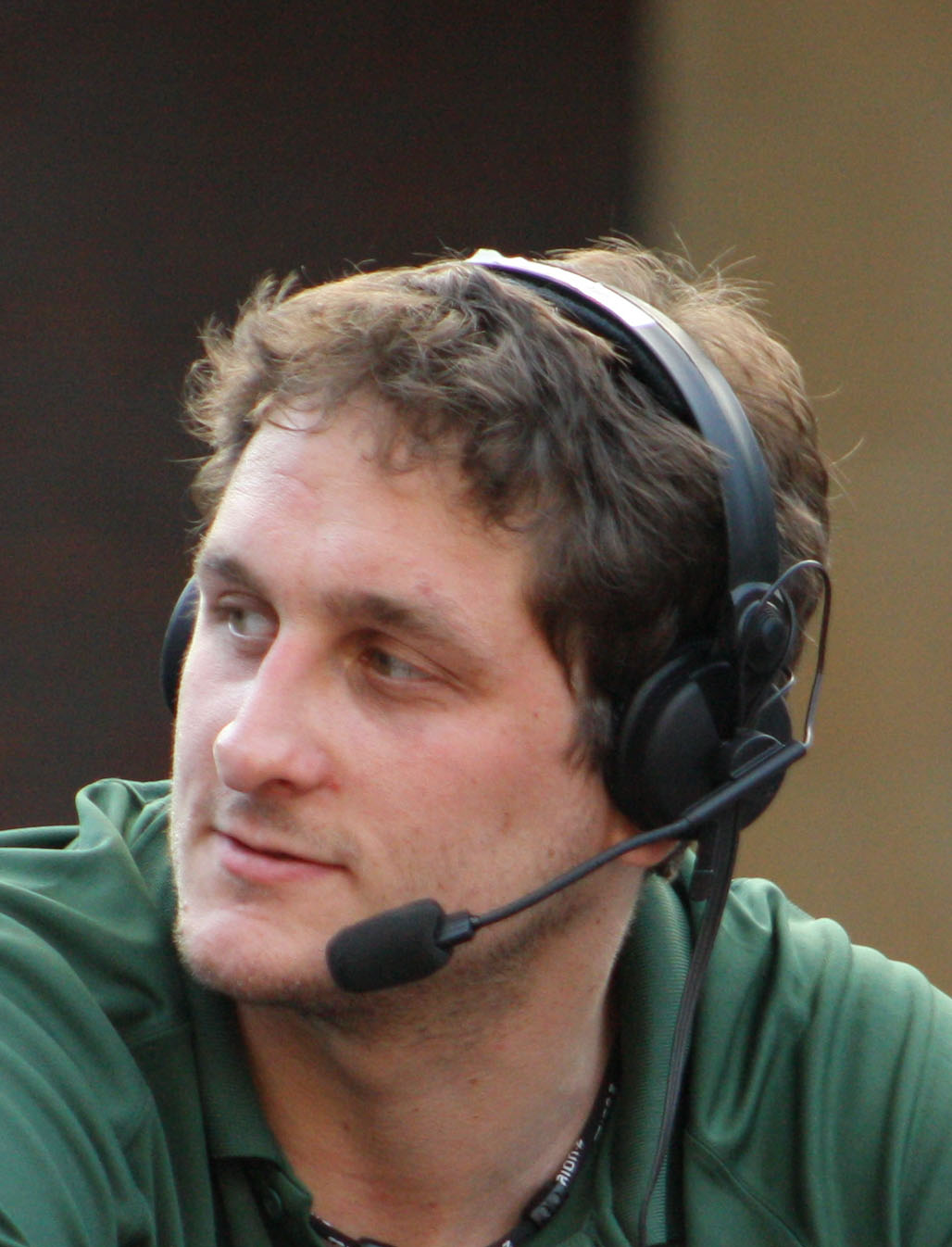
Derek Boogaard
(1982–2011)

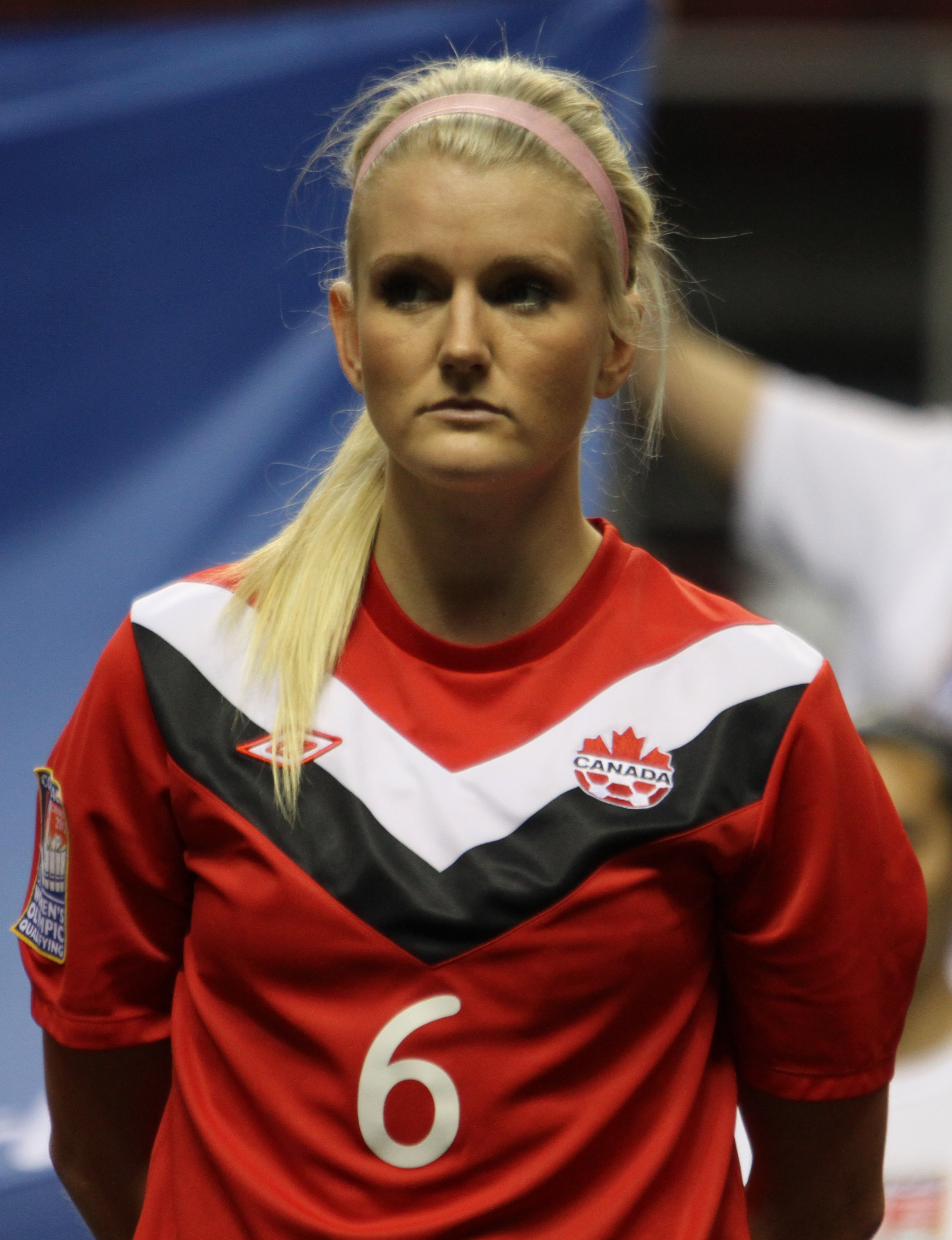
Kaylyn Kyle
(* 1988)

- Derek Boogaard (1982–2011), Eishockeyspieler
- Michael Garnett (* 1982), Eishockeyspieler
- Kelsie Hendry (* 1982), Stabhochspringerin[11]
- Warren Peters (* 1982), Eishockeyspieler
- Riley Armstrong (* 1984), Eishockeyspieler
- Byron Bitz (* 1984), Eishockeyspieler
- Ryan Keller (* 1984), Eishockeyspieler
- James Steacy (* 1984), Hammerwerfer
- Tyler Weiman (* 1984), Eishockeyspieler
- Dan DaSilva (* 1985), Eishockeyspieler
- Evan Neufeldt (* 1987), Skeletonpilot
- Kyle Riabko (* 1987), Schauspieler und Sänger
- Sean Collins (* 1988), Eishockeyspieler
- Eric Gryba (* 1988), Eishockeyspieler
- Jordan Knackstedt (* 1988), Eishockeyspieler
- Kaylyn Kyle (* 1988), Fußballspielerin
- Heather Steacy (* 1988), Hammerwerferin
- Dustin Cameron (* 1989), Eishockeyspieler
- Luke Schenn (* 1989), Eishockeyspieler
- Darcy Kuemper (* 1990), Eishockeytorwart
- Taryn Suttie (* 1990), Leichtathletin[12]
- James Wright (* 1990), Eishockeyspieler

### 1991–2000
- Jared Cowen (* 1991), Eishockeyspieler
- Brayden Schenn (* 1991), Eishockeyspieler
- Michelle Harrison (* 1992), Hürdenläuferin

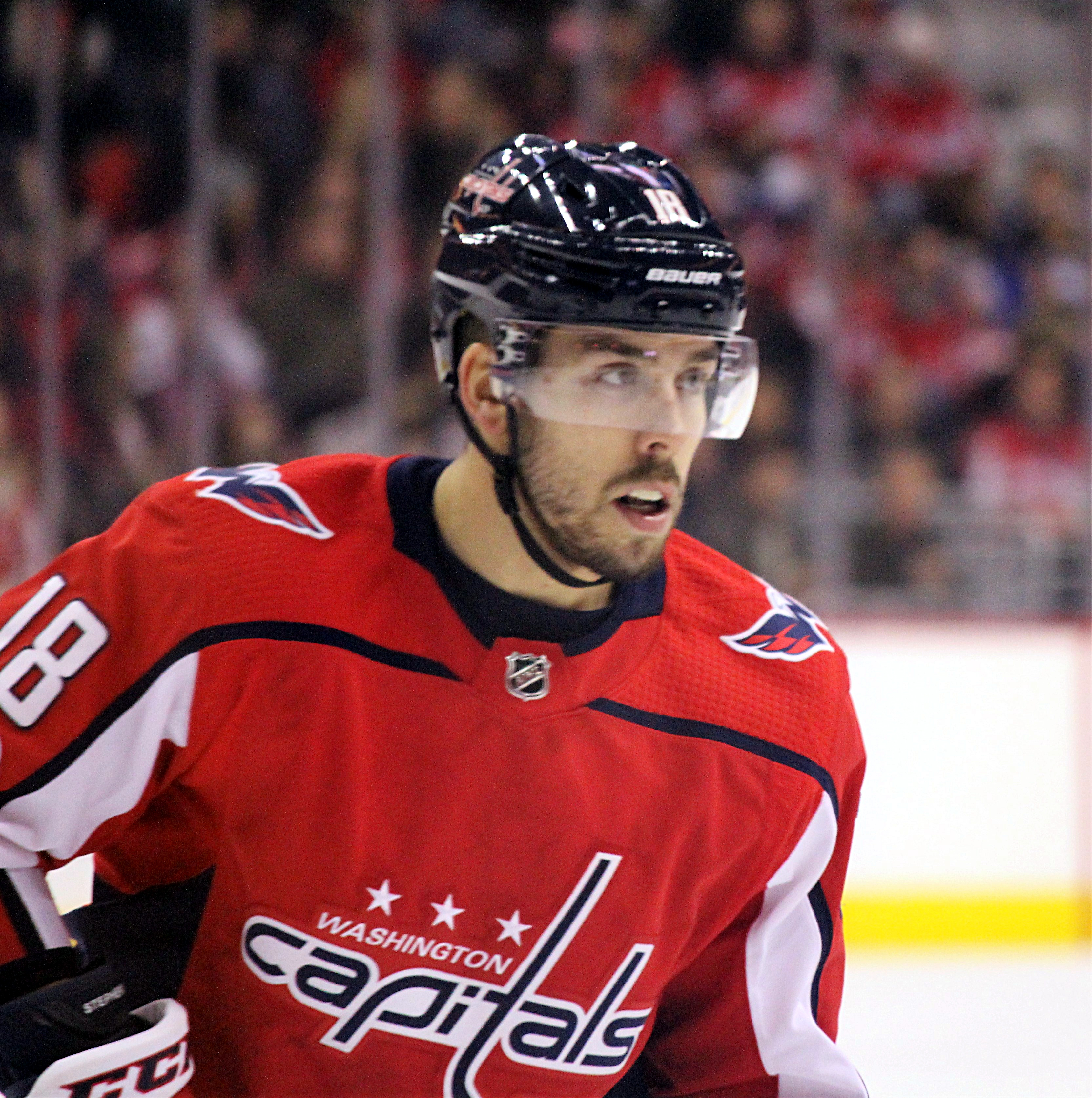
Chandler Stephenson
(* 1994)

- Dylan Wruck (* 1992), deutsch-kanadischer Eishockeyspieler
- Taylor Leier (* 1994), Eishockeyspieler
- Chandler Stephenson (* 1994), Eishockeyspieler
- Emily Clark (* 1995), Eishockeyspielerin
- Trey Lyles (* 1995), kanadisch-US-amerikanischer Basketballspieler
- James Weir (* 1995), australischer Volleyballspieler
- Rourke Chartier (* 1996), Eishockeyspieler
- Nelson Nogier (* 1996), Eishockeyspieler
- Christopher Gavlas (* 1997), Volleyballspieler
- Lane Pederson (* 1997), Eishockeyspieler
- Brandon Hagel (* 1998), Eishockeyspieler
- Levi Olson (* 1998), Volleyballspieler
- Courtney Hufsmith (* 1998), Leichtathletin

### 21. Jahrhundert
- Maïa Schwinghammer (* 2001), Freestyle-Skierin

## Persönlichkeiten mit Bezug zur Stadt

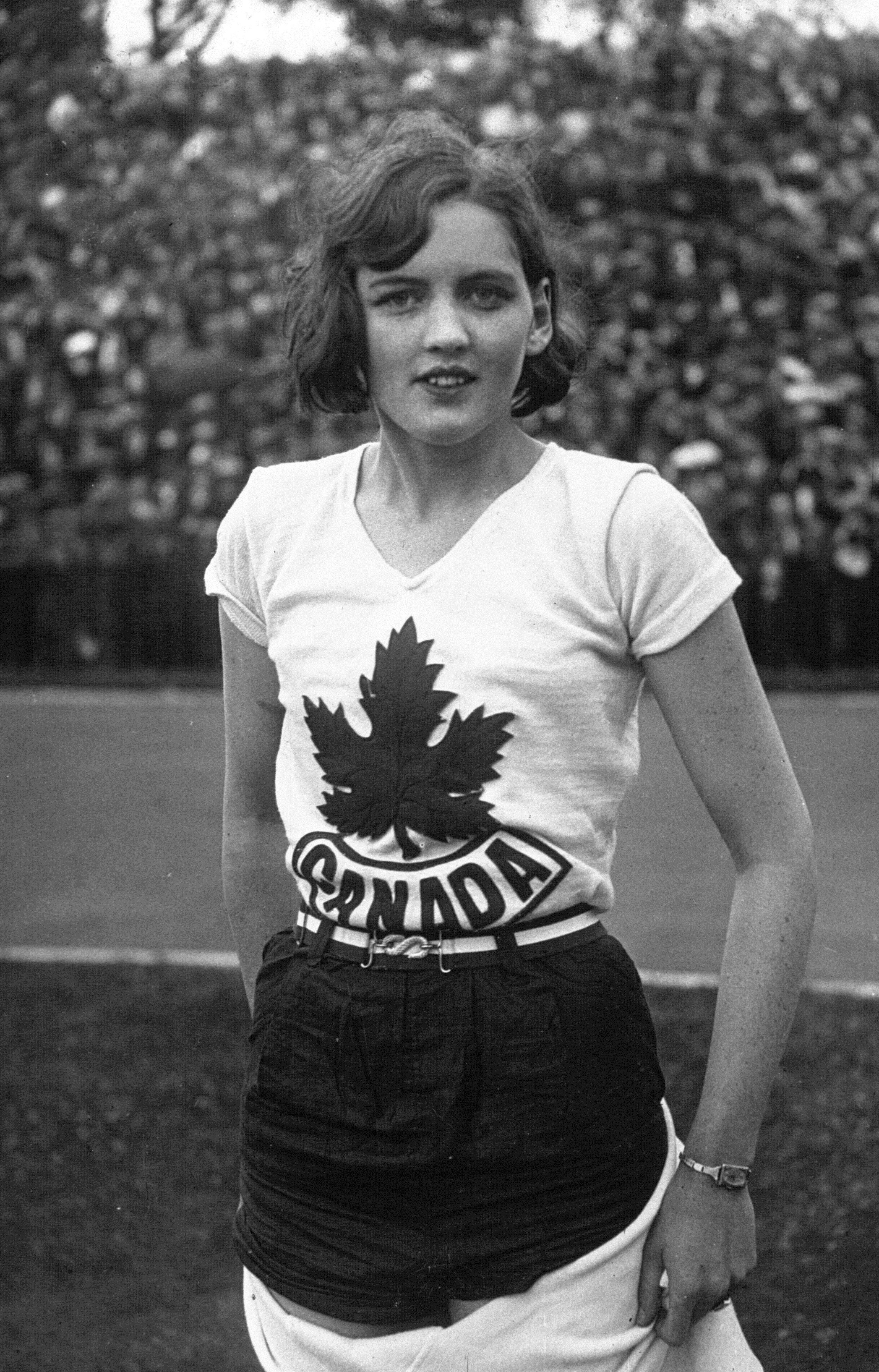
Ethel Catherwood
(1908–1987)

- Ethel Catherwood (1908–1987), Leichtathletin (Spitzname The Saskatoon Lily)
- Allan Blakeney (1925–2011), Politiker
- Gordie Howe (1928–2016), Eishockeyspieler
- C. Donald Bateman (1932–2023), kanadisch-US-amerikanischer Ingenieur
- Gordon Tootoosis (1941–2011), Schauspieler
- Joni Mitchell (* 1943), Musikerin, verbrachte ihre Jugend und High-School-Zeit hier (1954–1963)
- Janet Wright (1945–2016), Schauspielerin
- Lorne Calvert (* 1952), Politiker und Geistlicher der United Church of Canada
- Tom Grummett (* 1959), Comiczeichner
- Mike Babcock (* 1963), Eishockeytrainer